# St. Kilian (Brehmen)

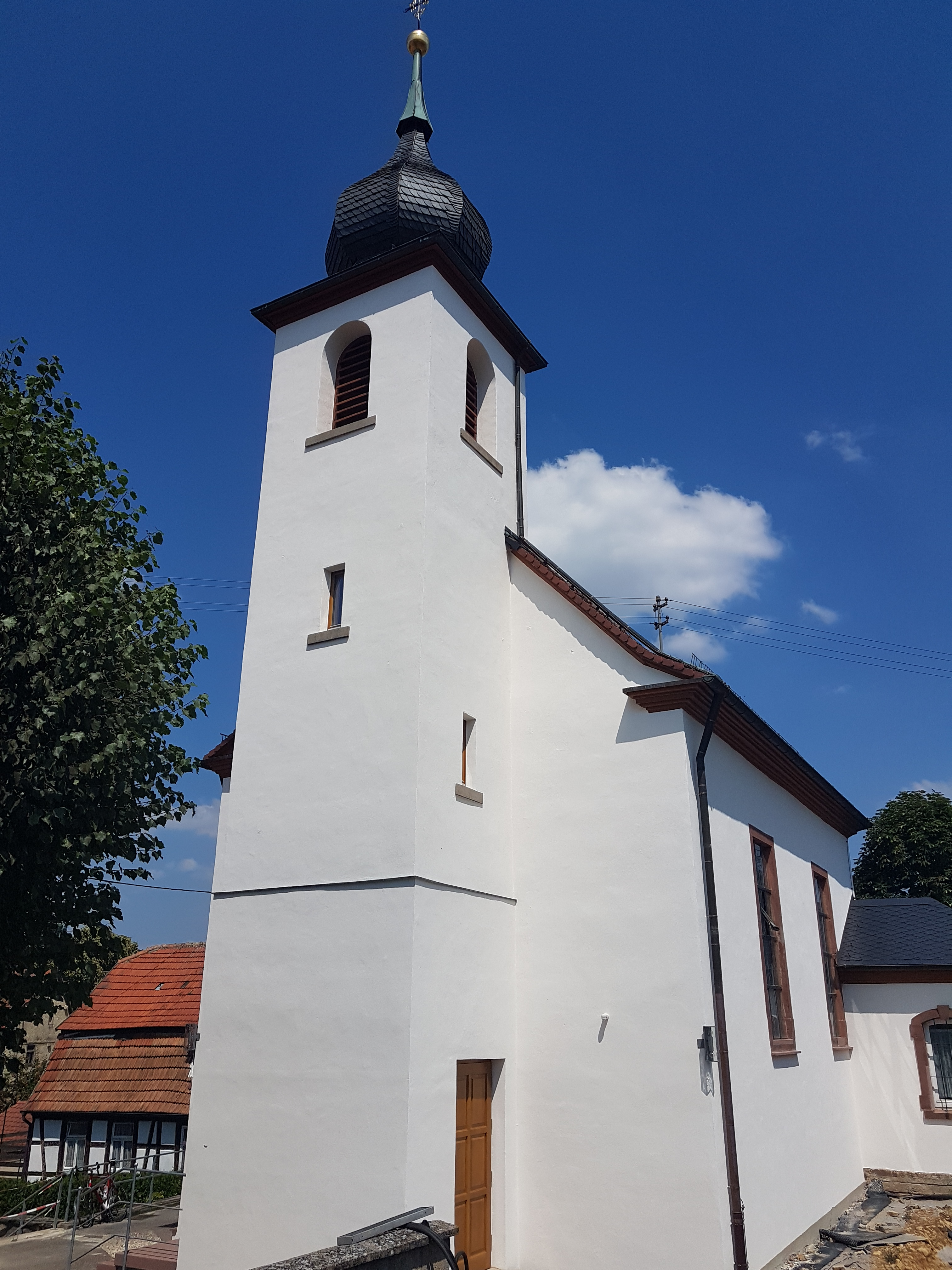
St. Kilian in Brehmen, 2018

Die römisch-katholische Filialkirche St. Kilian in Brehmen, einem Ortsteil von Königheim im Main-Tauber-Kreis, wurde 1756 errichtet und ist dem Hl. Kilian geweiht.

## Geschichte

### Vorgeschichte
Bis zum 18. Jahrhundert diente die Evangelische Kirche Brehmen als Simultankirche für die evangelisch-lutherischen und katholischen Gläubigen des Ortes.

### Geschichte der Kilianskirche
Im Jahre 1756 wurde die römisch-katholische Kilianskirche errichtet und war seitdem eine Filiale der gleichnamigen Pfarrkirche St. Kilian in Pülfringen. Heute ist sie eine Filiale der Königheimer Martinskirche.
Die Filialkirche St. Kilian in Brehmen gehört zur Seelsorgeeinheit Königheim, die dem Dekanat Tauberbischofsheim des Erzbistums Freiburg zugeordnet ist.

## Kirchenbau und Ausstattung
Die Kilianskirche verfügt über ein dreistimmiges Geläut, jedoch weder über einen Uhrenschlag, noch über Uhrenzifferblätter. Dies wird von der benachbarten evangelischen Kirche Brehmen übernommen.